# 마고메역
마고메역(일본어: 馬込駅, まごめえき)은 일본 도쿄도 오타구에 있는 도쿄 도 교통국의 역이다.

## 역 구조
섬식 승강장 1면 2선의 지하역이다.

### 승강장
| 1 | 아사쿠사 선 | 니시마고메 방면                                                          |
| 2 | 아사쿠사 선 | 센가쿠지 · 오시아게 · 나리타 공항 · 시바야마치요다 · 인바니혼이다이 방면 |

## 역 주변
- 오타 구립 마고메 도서관
- 간나나도리
- 국도 제1호선

## 역사
- 1968년 11월 15일: 영업 개시.
- 1978년 7월 1일: 도영 1호선을 아사쿠사 선으로 개명함.
- 2013년 4월 1일 업무위탁화.

## 인접역
| 도쿄 도 교통국 아사쿠사 선      | 도쿄 도 교통국 아사쿠사 선 | 도쿄 도 교통국 아사쿠사 선  |
| ------------------------------- | -------------------------- | --------------------------- |
| A 01 니시마고메 니시마고메 방면 | 아사쿠사 선                | 나카노부 A 03 오시아게 방면 |